# Zruč nad Sázavou
Zruč nad Sázavou (en allemand : Srutsch an der Sasau) est une ville du district de Kutná Hora, dans la région de Bohême-Centrale, en République tchèque. Sa population s'élevait à 4 749 habitants en 2024.

## Géographie
Zruč nad Sázavou est arrosée par la Sázava et se trouve à 27 km au sud-ouest de Kutná Hora, à 31 km à l’est-sud-est de Benešov et à 61 km au sud-est de Prague.
La commune est limitée par Řendějov et Zbraslavice au nord, par Slavošov et Dolní Pohleď à l'est, par Horka II au sud-est, par Hulice au sud, et par Soutice et Chabeřice à l'ouest.

## Histoire
La première mention écrite de la localité date de 1334.

## Patrimoine
Patrimoine religieux

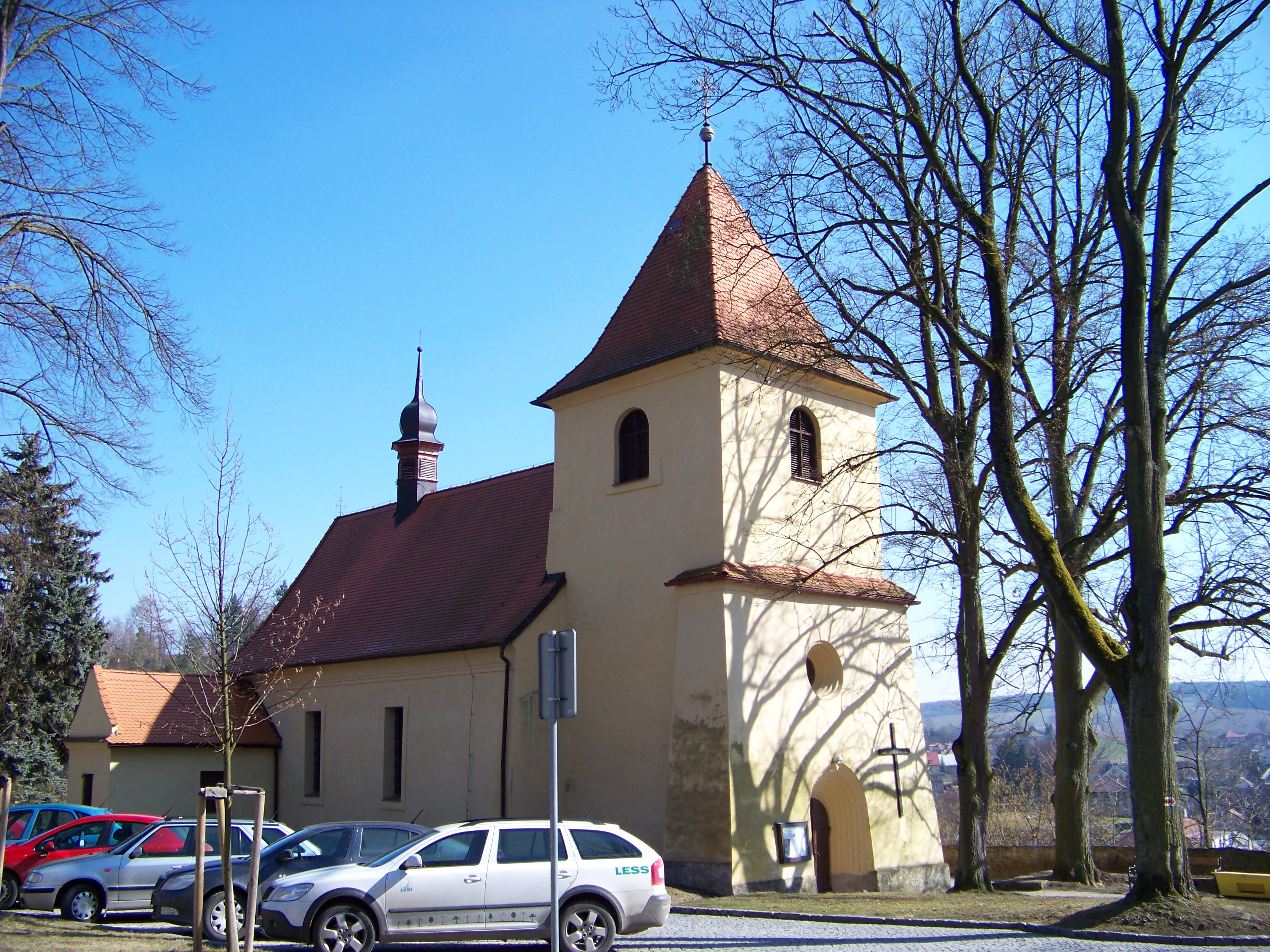
Église de l'Exaltation de la Sainte-Croix.
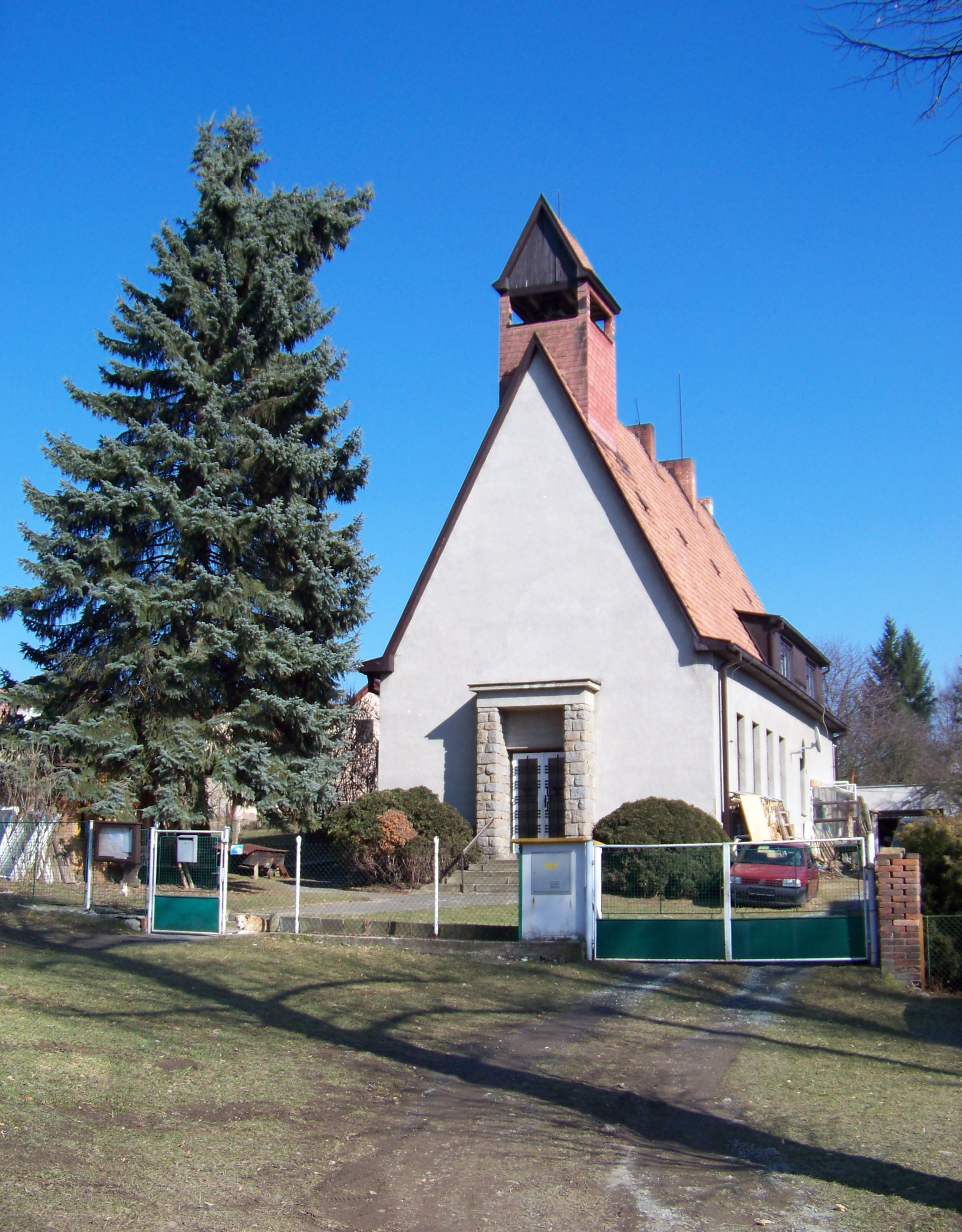
Église évangélique.
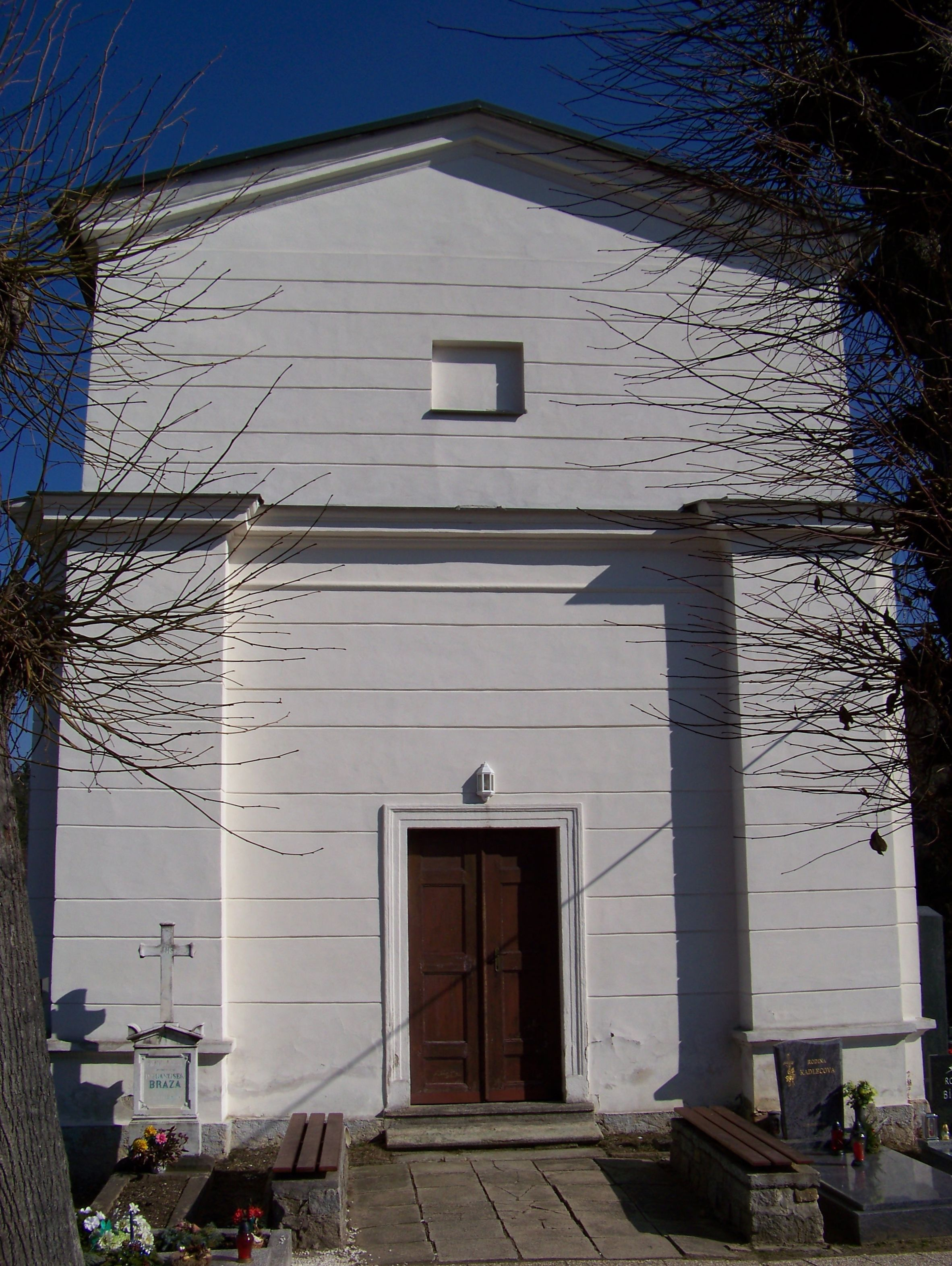
Chapelle Saint-Jacques-le-Majeur.

## Transports
Par la route, Zruč nad Sázavou se trouve à 19 km de Vlašim, à 20 km de Ledeč nad Sázavou, à 31 km de Kutná Hora, à 38 km de Benešov et à 73 km de Prague.